# Réseau spatial
 (février 2025).
 (janvier 2025).
Si vous disposez d'ouvrages ou d'articles de référence ou si vous connaissez des sites web de qualité traitant du thème abordé ici, merci de compléter l'article en donnant les références utiles à sa vérifiabilité et en les liant à la section « Notes et références ».

Un graphe géométrique aléatoire, l'un des modèles les plus simples de réseau spatial

Un réseau spatial est un graphe dans lequel les sommets ou les arêtes sont des éléments spatiaux associés à des objets géométriques, c'est-à-dire que les nœuds sont situés dans un espace doté d'une certaine métrique. La réalisation mathématique la plus simple d'un réseau spatial est un réseau régulier ou un graphe géométrique aléatoire (voir la figure de droite), où les nœuds sont distribués uniformément au hasard dans un plan bidimensionnel ; une paire de nœuds est connectée si la distance euclidienne est inférieure à un rayon de voisinage donné. Les réseaux de transport et de mobilité, Internet, les réseaux de téléphonie mobile, les réseaux électriques, les réseaux sociaux et de contact et les réseaux neuronaux biologiques sont autant d'exemples où l'espace est crucial et où la topologie du graphe à elle seule ne contient pas toutes les informations. Caractériser et comprendre la structure, la résilience et l’évolution des réseaux spatiaux est crucial pour de nombreux domaines différents allant de l’urbanisme à l’épidémiologie.

## Histoire
Alors que les réseaux et les graphes faisaient déjà depuis longtemps l'objet de nombreuses études en mathématiques, en physique, en sociologie mathématique, en informatique, les réseaux spatiaux ont également été étudiés de manière intensive au cours des années 1970 en géographie quantitative. Les objets d'études en géographie sont entre autres les lieux, les activités et les flux d'individus, mais aussi les réseaux évoluant dans le temps et dans l'espace. La plupart des problèmes importants tels que la localisation des nœuds d’un réseau, l’évolution des réseaux de transport et leur interaction avec la densité de population et d’activité sont abordés dans ces études antérieures. Les études obtenus à cette époque furent limités du fait du manque de données et des capacités informatiques limitées. Récemment, les réseaux spatiaux ont fait l'objet d'études en statistique, pour relier les probabilités et les processus stochastiques aux réseaux du monde réel.

## Exemples
Un réseau viaire peut être construit en modélisant les intersections comme des nœuds et des rues comme des liens entre les nœuds, fournissant ainsi un exemple de réseau de transport.

## Caractérisation des réseaux spatiaux
Les aspects suivants sont quelques-unes des propriétés à examiner pour caractériser un réseau spatial:
- Réseaux (ou graphes) planaires

Dans de nombreuses applications, telles que les chemins de fer, les routes et autres réseaux de transport, le réseau est supposé être contenu dans un plan. Les graphes planaires constituent un groupe important de réseaux spatiaux, mais tous les réseaux spatiaux ne sont pas planaires. En effet, le réseau des lignes aériennes est un exemple non planaire : de nombreux grands aéroports dans le monde sont reliés par des vols directs.
- La façon dont il est intégré dans l'espace

Il existe des exemples de réseaux pour lesquels l'espace n'apparait pas explicitement. Ainsi, dans l'exemple d'un réseau social qui connecte les individus à travers des relations d’amitié, l'espace intervient dans le fait que la probabilité de connexion entre deux individus diminue généralement avec la distance qui les sépare.
- Tessellation de Voronoi

Un autre exemple de réseau spatial est le diagramme de Voronoï, qui est une manière de diviser l'espace en plusieurs régions. Le graphe dual d'un diagramme de Voronoi est la triangulation de Delaunay pour le même ensemble de points. Les tessellations de Voronoi  est les graphes de Delaunay sont des exemples intéressants de réseaux spatiaux dans le sens où ils fournissent un modèle de représentation naturel auquel on peut comparer un réseau du monde réel.
- Mélanger espace et topologie

L’examen de la topologie des nœuds et des arêtes elle-même est une autre façon de caractériser les réseaux. Pour les réseaux spatiaux, il est important de comprendre comment l'espace contraint les propriétés topologiques. Ainsi, si la distribution des degrés des nœuds est souvent considérée pour les réseaux complexes, elle est en général triviale pour les réseaux spatiaux.

## Probabilités et réseaux spatiaux
Dans le monde « réel », de nombreux aspects des réseaux ne sont pas déterministes : le caractère aléatoire joue un rôle important. Par exemple, les nouveaux liens, représentant des amitiés, dans les réseaux sociaux sont d’une certaine manière aléatoires. La modélisation des réseaux spatiaux est ainsi naturellement stochastique et fait appel à des modèles aléatoires. D’autres aspects stochastiques intéressants sont :
- Le processus de la ligne de Poisson
- Géométrie stochastique : le graphique d'Erdős – Rényi
- Théorie de la percolation

## Approche à partir de la théorie de la syntaxe spatiale
Une autre définition du réseau spatial vient de la théorie de la syntaxe spatiale. Les créateurs de la syntaxe spatiale, Bill Hillier et Julienne Hanson, utilisent des lignes axiales et des espaces convexes comme éléments spatiaux. En gros, une ligne axiale est la « plus longue ligne de vue et d’accès » à travers un espace ouvert, et un espace convexe le « polygone convexe maximal » qui peut être dessiné dans un espace ouvert. La décomposition d'une carte spatiale en un ensemble complet de lignes axiales qui se croisent ou d'espaces convexes qui se chevauchent produit respectivement la carte axiale ou la carte convexe qui se chevauchent. Il existe des définitions algorithmiques de ces cartes, ce qui permet de réaliser de manière relativement bien définie la cartographie d'une carte spatiale de forme arbitraire vers un réseau adapté aux mathématiques graphiques. Les cartes axiales sont utilisées pour analyser les réseaux urbains, où le système comprend généralement des segments linéaires, tandis que les cartes convexes sont plus souvent utilisées pour analyser les plans de construction où les modèles d'espace sont souvent articulés de manière plus convexe. 
Actuellement, il existe une tendance au sein de la communauté de syntaxe spatiale à devenir plus quantitative et à mieux s'intégrer aux systèmes d'information géographique (SIG), et une grande partie des logiciels qu'ils produisent sont interconnectés avec les systèmes SIG disponibles dans le commerce.